# Campylorhynchus
Campylorhynchus este un gen de păsări paseriforme mici din familia Troglodytidae, numite troglodiți. Genul are cel puțin 15 specii descrise. Cu o lungime de 17-22 cm, sunt cele mai mari păsări din această familie. Speciile membre se găsesc în America de Sud și Centrală și, în unele cazuri, până în nord, în sud-vestul Statelor Unite.

## Specii
- Campylorhynchus zonatus – troglodit cu spate dungat
- Campylorhynchus griseus – troglodit bicolor
- Campylorhynchus jocosus
- Campylorhynchus brunneicapillus – troglodit de cactus
- Campylorhynchus fasciatus – troglodit dungat
- Campylorhynchus chiapensis – troglodit gigant
- Campylorhynchus megalopterus – troglodit cu dungi cenușii
- Campylorhynchus rufinucha – troglodit ruginiu
- Campylorhynchus humilis
- Campylorhynchus capistratus
- Campylorhynchus gularis – troglodit pătat
- Campylorhynchus nuchalis – troglodit venezuelean
- Campylorhynchus turdinus
- Campylorhynchus albobrunneus – troglodit cu cap alb
- Campylorhynchus yucatanicus – troglodit de Yucatan